# Husqvarna Nuda 900R
 (avril 2020).
Si vous disposez d'ouvrages ou d'articles de référence ou si vous connaissez des sites web de qualité traitant du thème abordé ici, merci de compléter l'article en donnant les références utiles à sa vérifiabilité et en les liant à la section « Notes et références ».
La Husqvarna Nuda 900R est une moto de la marque suédoise Husqvarna produite entre 2012 et 2013 en Italie. Elle possède un moteur bicylindre de 898 cm3 du constructeur BMW développant 105 ch et un couple de 10,2 kg m (soit 100 N m). Elle est très proche de la BMW F 800 R.